# Gui de Laon
Gui de Laon, né à Laon et mort à Afflighem en septembre 1248 (ou 1247), est un prélat français du XIIIe siècle. 
Gui de Laon est chancelier de l'église de Paris et est nommé évêque de Cambrai en 1238.
Gui de Laon qui, en 1240, confirme la division des prébendes canoniales d'Anvers, est l'auteur d'un ouvrage sur l'office divin. Il écrit également un Dialogue sur la création du monde et plusieurs Sermons sur la Passion.
Eusile, abbesse de l'abbaye de Maubeuge, et les religieuses de ce monastère, se refusent à suivre la règle de saint Benoît et les dames de Maubeuge sont déclarées chanoinesses séculières par Alexandre IV. Gui veut purger la ville d'Anvers de plusieurs hérétiques, lorsqu'il tombe malade et mourut au monastère d'Afflighem.

## Source
- H. Fisquet, La France pontificale, Cambrai,  pp.  163 ff.